# Я плюю на ваши могилы
«Я плюю на ваши могилы» (англ. I Spit on Your Grave) — американский триллер режиссёра Стивена Р. Монро, ремейк фильма 1978 года «День женщины». Мировая премьера состоялась 1 мая 2010 года, в России — 27 января 2011 года.

## Сюжет
Молодая писательница Дженнифер Хиллз арендует загородный дом, чтобы в уединении поработать над своей новой книгой. По пути к дому она останавливается на бензозаправке, где встречает трёх парней: Джонни, Энди и Стэнли. У одного из них, заправщика Джонни, Дженнифер спрашивает, как ей проехать к нужному домику. Джонни объясняет девушке путь и флиртует с ней, а она, в свою очередь, случайно обливает Джонни водой на глазах его друзей.
Приехав в домик, она случайно топит в забившемся унитазе свой мобильный и остаётся без связи с внешним миром. Парень по имени Мэттью, страдающий умственной отсталостью, чинит ей унитаз. Дженнифер целует его в щёку в знак благодарности, но парень смущается и убегает. Он оказывается приятелем троицы с заправки и рассказывает им, как Дженнифер поцеловала его. Узнав об этом, Джонни решает самоутвердиться перед приятелями и отомстить девушке.
Четверо приятелей проникают в дом к девушке и там начинают жестоко издеваться над ней: оскорблять, заставлять пить водку, засовывать в рот ствол револьвера, имитируя минет. Однако Дженнифер удаётся вырваться. В лесу она встречает местного шерифа Сторга и его приятеля Эрла. Отправив приятеля домой, шериф и Дженнифер решают проверить её дом, где было совершено преступление, но все улики, которые там находятся, шериф воспринимает как признаки того, что у Дженнифер якобы было алкогольное и наркотическое опьянение, и вследствие чего ей всё это показалось.
Шериф решает обыскать девушку и в это время сам начинает приставать к ней. Затем в доме вновь появляются Джонни, Мэттью, Энди и Стэнли. После этого становится понятно, что шериф в сговоре с преступниками, и кроме того — более жесток по отношению к Дженнифер, чем молодые парни. Он избивает Дженнифер и сразу предлагает приступить к изнасилованию. Сначала её жестоко насилует Мэттью, а потом и все остальные. Стэнли записывает все на свою видеокамеру.
Девушку зверски избивают, шериф собирается расстрелять её из дробовика, но Дженнифер, прыгнув с моста в воду, выживает. Преступники думают, что она погибла и несколько часов пытаются найти её труп в реке. Шериф в ярости растоптал пустую кассету к видеокамере Стэнли, думая что там видеозапись со сценой преступления. Сторг приказывает парням уничтожить все улики. Затем они сжигают все её вещи и разбирают машину.
Всё это время девушка выживала в лесу и вынашивала план мести. Она подбрасывает на крыльцо дома Джонни мёртвую птицу и свой комнатный тапок. Затем крадёт видеокамеру Стэнли, находит плёнку, содержащую видеозапись со всеми насильственными действиями по отношению к Дженнифер, которую Стэнли записывал, и изображая из себя нового школьного учителя дочери Сторга, даёт кассету жене шерифа. Но все подозрения падают на Мэттью. 
Шериф и Эрл отправляются в лес на охоту. В лесу Сторг убивает Эрла из дробовика, поскольку именно он был тем человеком, который арендовал Дженнифер загородный дом и начал беспокоиться о её исчезновении.
В это время Дженнифер берёт в плен Мэттью. Пользуясь его умственной отсталостью, она заманивает парня в дом и оглушив, перетаскивает в заброшенную хижину в лесу, где душит верёвкой до потери сознания. Затем она ловит в капкан Стэнли, снимавшего надругательство над ней, и бьёт по голове бейсбольной битой, а подоспевшего к нему на помощь Энди также оглушает.
Сломавшему ногу Стэнли, привязанному к дереву пронзает веки рыболовными крючками, смазывает ему лицо рыбой, и его глаза выклёвывают вороны.
Энди Дженнифер подвешивает над ванной, в которую, после того, как окунает Энди несколько раз головой в воду, добавляет едкий щёлок. Парень падает в получившийся химический раствор и погибает в мучениях.
Джонни Дженнифер выдёргивает клещами зубы, а затем насилует стволом пистолета в рот, после чего кастрирует садовыми ножницами и оставляет умирать.
Шерифа Дженнифер выманивает в парк, уведя из дома его дочку, где, оглушив его битой, в одной из построек насилует стволом дробовика. Позже, оставив ствол ружья в анусе шерифа, Дженнифер цепляет спусковой крючок верёвкой, другой конец которой привязывает к сидящему напротив без сознания Мэттью. Обоих убивает одним зарядом дроби при попытке очнувшегося Мэттью встать с места.

## В ролях
| Актёр           | Роль         |
| --------------- | ------------ |
| Сара Батлер     | Дженнифер    |
| Джефф Брэнсон   | Джонни       |
| Эндрю Ховард    | шериф Сторг  |
| Чед Линдберг    | Мэттью       |
| Дэниел Францезе | Стэнли       |
| Родни Истман    | Энди         |
| Трейси Уолтер   | Эрл          |
| Молли Миллиган  | миссис Сторг |
| Саксон Шарбино  | Честити      |

## Съёмки
Первоначально планировалось, что название фильма будет «Месть на реке Хьюсатоник», где и проводились съёмки, но впоследствии оно было изменено.

## Отзывы
Реакция на фильм была неоднозначной. Большинство американских кинокритиков сочли его непристойным и неприемлемым для показа. Например, Роджер Эберт дал фильму ноль звёзд и описал его как «отвратительный ремейк отвратительного оригинала».